# Новое (Левобережное сельское поселение)
Новое — село в Тутаевском районе Ярославской области России. В рамках организации местного самоуправления входит в Левобережное сельское поселение, в рамках административно-территориального устройства — в Родионовский сельский округ.

## География
Расположена в 11 километрах к юго-востоку от райцентра города Тутаева.

## История
Ново-Введенский приход существовал с глубокой древности. Каменная церковь в честь Введения во храм Пресвятой Богородицы построена в 1801 году княжной Еленой Михайловной Елецкой. Престолов было два: в честь Введения Пресвятой Богородицы и в честь св. и чуд. Николая. 
В конце XIX — начале XX село входило в состав Богородской волости Романово-Борисоглебского уезда Ярославской губернии.
С 1929 года село входило в состав Родионовского сельсовета Тутаевского района, с 2005 года — в составе Левобережного сельского поселения.

## Население
| 1859 | 2002 | 2007 | 2010 |
| ---- | ---- | ---- | ---- |
| 75   | ↘16  | ↗29  | →29  |

## Достопримечательности
В селе расположена недействующая Церковь Введения во храм Пресвятой Богородицы (1801).